# Sondra nepenthicola
Sondra nepenthicola là một loài nhện trong họ Salticidae.
Loài này thuộc chi Sondra. Sondra nepenthicola được Fred R. Wanless miêu tả năm 1988.